# シモン・グスタフソン
シモン・グスタフソン（典: Simon Gustafson、1995年1月11日 - ）は、スウェーデン・モルンダル出身のプロサッカー選手。アルスヴェンスカン・BKヘッケン所属。ポジションはミッドフィールダー（センターハーフ）。元スウェーデン代表。
双子のサミュエル・グスタフソンもプロサッカー選手（Jリーグ・浦和レッズ所属）。

## 経歴
15歳でFässbergs IFのトップチームに昇格し、計リーグ戦47試合に出場し13得点を記録。2013年1月にBKヘッケンへフリー移籍した。アルスヴェンスカンで68試合に出場し14得点を記録。2014年シーズンのクラブ5位に大きく貢献した。一方で、BKヘッケンでの2年半で15枚のイエローカードを受けており、改善のために臨床心理医の力を借りている(本人は「精神科医とはそんなに話をした訳じゃない。必要もなかったし、スウェーデン・メディアの誇張」と語っている) 。
2015年7月にフェイエノールトに移籍、2019年までの契約を結んだ。移籍金は約150万ユーロ。2015年9月27日、エールディヴィジのPECズヴォレとのホームゲーム (2-0) でスタメンでフェイエノールトにデビュー。高評価を得るとそのままスタメンに定着し、10月18日のSCヘーレンフェーンとのアウェーゲームでは1ゴール3アシストの活躍で (エールディヴィジ初ゴールはキャリアで初めての右足での得点だった) フットボール・インターナショナルとアルメーヘン・ダッハブラッドによって週間最優秀選手に選ばれ、「フェイエノールトの偉大なペースメーカー」と讃えられた。
2022年7月16日、7年ぶりに古巣BKヘッケンに復帰し、2025年までの3年契約を結んだ。

## プレースタイル・評価
テクニックとクリエイティヴィティを備え、中盤の複数のポジションをこなせるが (本人によると2013年まで守備的MFだった) 、攻撃的志向から攻撃的MFのポジションを好んでいる。
スウェーデンのコメンテーター、Claes Anderssonは「スペースを見つける目を持ち、攻撃を組み立てることも自らゴールを決めることもできる。そして良い意味でも悪い意味でも個性が強い選手。イタリアからも関心を受けていた中でフェイエノールトを選んだのはお金を重要視せず、自身のキャリアをしっかり描けている証拠」と評した。
フェイエノールトで自身の前にプレーしていた同国人のヨン・グイデッティとの比較について、本人は「私は多分彼ほど社交的じゃないだろう。彼のみんなを笑わせようとするところは私も大好きだが、私自身はそういうタイプではない。でも彼の非常に情熱的で常に100%を出そうとする、そういう個性は私も持っている」と語っている。

## エピソード
フェイエノールトの新加入選手がオープンダッハでヘリコプターに乗ってデ・カイプに降り立つイベントについて、グスタフソンは「最初に聞いた時は冗談かと思いました。パイロットを100%信じますよ。100%ね」と話した。

## タイトル

### クラブ
フェイエノールト
- エールディヴィジ : 1回 (2016-17)
- KNVBカップ : 1回 (2015-16)

BKヘッケン
- アルスヴェンスカン : 1回 (2022)

### 代表
U-21スウェーデン代表
- UEFA U-21欧州選手権 : 1回 (2015)